# Xiushi (köpinghuvudort i Kina, Jiangxi Sheng, lat 28,00, long 115,93)
Xiushi är en köpinghuvudort i Kina. Den ligger i provinsen Jiangxi, i den sydöstra delen av landet, omkring 76 kilometer söder om provinshuvudstaden Nanchang. Antalet invånare är 58 842. Befolkningen består av 27 154 kvinnor och 31 688 män. Barn under 15 år utgör 22,0 %, vuxna 15-64 år 70 %, och äldre över 65 år 6,0 %.
Runt Xiushi är det ganska tätbefolkat, med 207 invånare per kvadratkilometer. Xiushi är det största samhället i trakten. I omgivningarna runt Xiushi växer i huvudsak blandskog.
Genomsnittlig årsnederbörd är 2 267 millimeter. Den regnigaste månaden är juni, med i genomsnitt 364 mm nederbörd, och den torraste är oktober, med 22 mm nederbörd.